# The River South Tower
The River South Tower ist mit 258 Metern und 74 Etagen einer der höheren Wolkenkratzer in Bangkok, Thailand.
Zusammen mit dem The River North Tower bildet er den Komplex The River (thailändisch เดอะริเวอร์). Baubeginn war 2008, fertiggestellt wurde das Gebäude im Jahr 2012.

## Lage

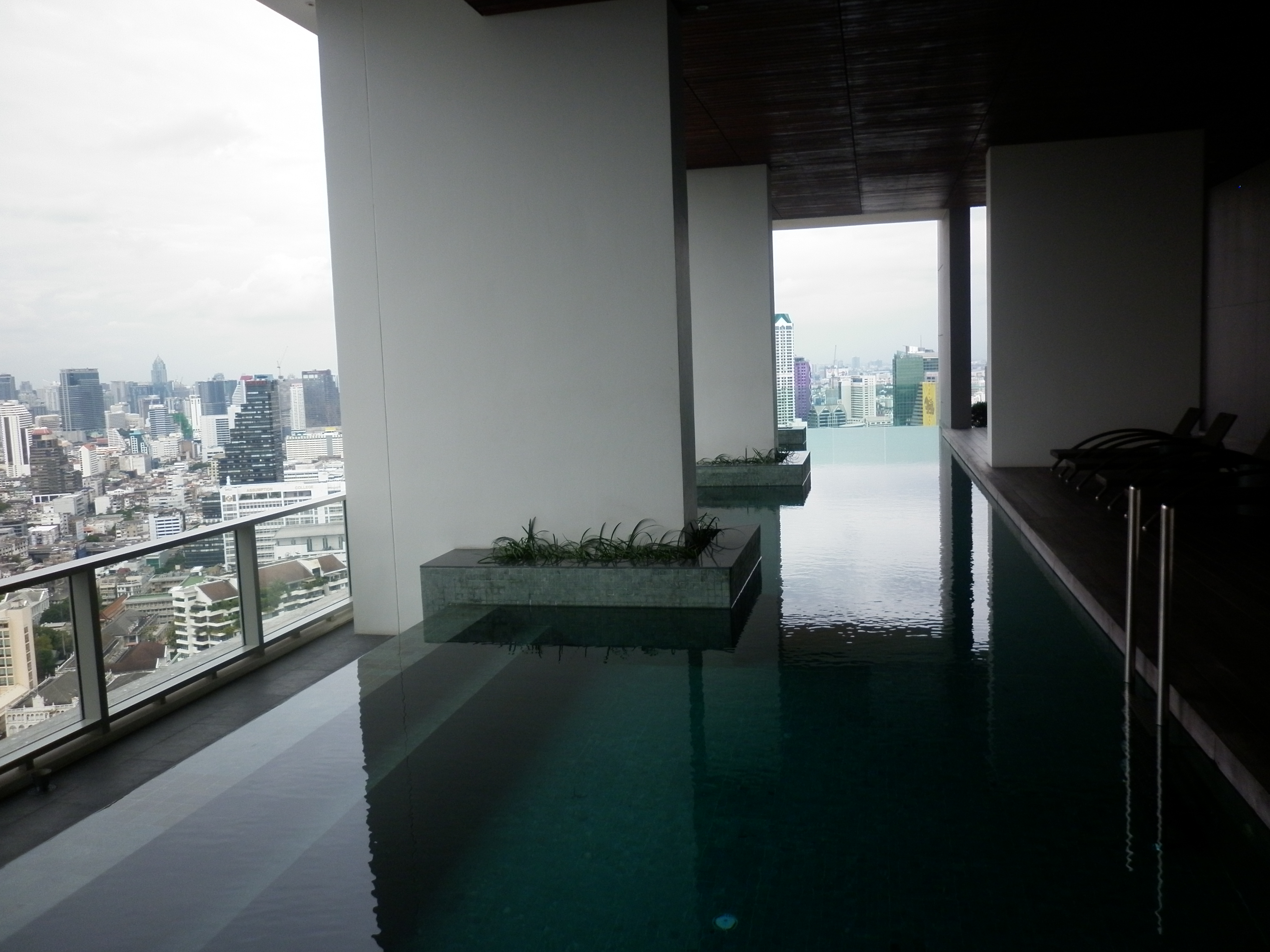
Sky Garden at 40th. Floor

Das Gebäude befindet sich direkt am Mae Nam Chao Phraya gegenüber dem Shangri-La Hotel. Der Komplex hat einen eigenen Anleger und bietet einen halbstündlichen Shuttle-Service über den Fluss.

## Allgemeines
Erbaut wurde der Komplex von Raimon Land Plc., Architekt war Stephen J. Leach, Jr. & Associates Ltd., Innenarchitekt war J + H Boiffils. Das Gebäude besteht aus einer Stahlbetonkonstruktion, die mit einer über die gesamte Höhe verlaufenden Glasfassade versehen ist. Die Südfassade ist zudem um eine senkrechte Achse gebogen.